# Die tageszeitung
Die Tageszeitung (afgekort taz) is in grootte het zevende landelijke Duitse dagblad. De krant heeft een oplage van ruim 60.000 exemplaren, waarvan bijna 50.000 via een abonnement verspreid worden. Hij is landelijk verkrijgbaar in de losse verkoop. De taz heeft een uitgesproken links karakter.
Die Tageszeitung werd in 1978 opgericht als links alternatief voor de traditionele socialistische en communistische kranten. De taz staat in het politieke spectrum dicht bij de Duitse groene partij Die Grünen. De krant is echter geen partijblad van de Groenen en was vaak zeer kritisch tegenover de rood-groene regering tussen 1998 en 2005.

De krant hanteert de Duitse voorkeurspelling, maar is een voorstander van Kleinschreibung, waarbij de zelfstandige naamwoorden niet meer met een hoofdletter worden geschreven.
De taz wordt uitgegeven via een vorm van arbeiderszelfbestuur. Tot 1991 werd aan iedereen een eenheidssalaris betaald. Dit systeem is opgeheven, maar de salarissen zijn nog steeds aanzienlijk lager dan in de branche gebruikelijk is.

## Logo
Het logo van de taz is een pootafdruk die in 1979 door Roland Matticzk werd ontworpen. Er is hier sprake van een woordspeling: het Duitse woord Tatze, Nederlands: klauw, poot van roofdier, en taz worden ongeveer eender uitgesproken. Het logo was echter nooit wettelijk geregistreerd. Het kleding- en buitensportmerk Jack Wolfskin liet in 1982 een vergelijkbaar logo registreren. Toen de taz buitensportartikelen met haar logo erop wilde uitbrengen spande Jack Wolfskin een rechtszaak aan, die in 2002 door taz werd verloren.